# Vittoria Matarrese
Pour les articles homonymes, voir Matarrese.
Vittoria Matarrese est une architecte et journaliste de nationalité italienne. Elle vit en France depuis 1993.

## Biographie
Architecte DPLG, Vittoria a séjourné plus d’un an à Berlin (Allemagne) ; elle a consacré son diplôme à un projet sur la reconstruction de l’Alexanderplatz à Berlin.
De retour à Paris, elle collabore aux Cahiers du cinéma et à Colors magazine, elle est journaliste au département Cinéma de Canal+ Numédia, et pour le site internet d'Arte, avant d’être pendant trois ans Responsable de la presse étrangère à la Mostra de Venise.
Par la suite et jusqu’à fin 2005, elle est présentatrice et rédactrice en chef de « Les yeux dans l'écran », émission hebdomadaire consacrée au cinéma sur TV5.
En 2007 et 2008, elle enseigne à l'École supérieure d'études cinématographiques (ESEC) deux cours sur la ville au cinéma et sur l'esthétique du cinéma contemporain non européen.
De 2008 à 2010, elle est directrice artistique à la Villa Médicis à Rome. Sous la direction de Frédéric Mitterrand, elle y développe le pôle de programmation culturelle.
Depuis 2010, elle est responsable de la programmation des évènements culturels et projets spéciaux au palais de Tokyo à Paris.
En juillet 2013, Vittoria Matarrese est nommée chevalier des Arts et des Lettres par la ministre de la Culture Aurélie Filippetti.